# Tursunoy (inslagkrater)
Tursunoy is een inslagkrater op de planeet Venus. Tursunoy werd in 1997 genoemd naar Tursunoy, een Oezbeekse meisjesnaam.
De krater heeft een diameter van 4,7 kilometer en bevindt zich in het quadrangle Snegurochka Planitia (V-1).